# 関岡香
関岡 香（せきおか かおり、結婚前の旧姓：鈴江、1964年4月27日 - ）は、毎日放送（MBS）所属のアナウンサー。愛称は、旧姓の鈴江にちなんで「ベルさん」。
MBSには1987年に入社。同局の女性アナウンサーとしては初めて、2017年6月からアナウンス部長を2年間務めた。2024年4月30日に正社員としての定年（60歳）を迎えたが、翌5月1日以降も「シニアスタッフ」（嘱託扱いのアナウンサー）としてMBSに在籍。

## 来歴
大阪府吹田市の出身（出生地は大阪市浪速区）。実父は眼科医で、大阪市淀川区十三に眼科医院を開いていた。実姉は、宝塚歌劇団に在籍していた優ひかり（61期）と真琴愛（63期、現在はいずれも芸能界を引退）。真琴愛は宝塚歌劇団を退団後に、本名（鈴江真里）で歌手として活動するかたわら、1980年4月から半年間『MBSヤングタウン』（MBSラジオ）で明石家さんまの相手役を務めていた。
幼少期には、2人の実姉の影響でバレエに励んでいた。14歳でブルガリアの国際バレエコンクールへ出場した際に、世界のレベルを思い知ったことがきっかけで、女優を目指して梅花高等学校から玉川大学文学部芸術学科音楽（声楽）専攻（現在の芸術学部パフォーミング・アーツ学科）へ進学。薬師丸ひろ子と同級生になった。在学中は、英語のミュージカルで演技を磨いたほか、数々のオーディションに参加。薬師丸のように女優として本格的に活動するまでには至らなかったが、「何かを表現して他人に伝えることが好き」という理由で、3年時からアナウンサーを志したという。
卒業後の1987年に、毎日放送へ入社した。同期入社の社員には、アナウンサーの三上智恵（後に琉球朝日放送アナウンサーを経てドキュメンタリー映画の監督として活動）や、入社後から長らく報道系の取材やドキュメンタリーの制作へ携わっていた斉加尚代や榛葉健などがいる。もっとも、大学3年時に参加した毎日放送のアナウンスセミナーで周囲のレベルの高さを悟ったことから、実際には一般職向けの入社試験を受験。当初は秘書室への配属を希望していたが、三上と共にアナウンサーとして採用する予定だった女性が内定を辞退（後に別の企業へ入社）したため、アナウンスセミナーで力量を把握していた局員の勧めでアナウンサー室へ配属された。その結果、毎日放送が男女雇用機会均等法の施行（1986年4月1日）以降に新卒扱いで採用した女性の正社員では初めて、三上と共にアナウンサーとして勤務することになった。
アナウンサー室への配属後は、鈴江香名義で『ワイドYOU』（MBSテレビと一部のTBS系列局で放送されたワイドショー）のアシスタントを担当。『ザ・ベストテン』（TBS制作の全国ネット番組）の最後期（1988年4月 - 1989年9月）には、「おっかけウーマン」と称して、関西地方の生中継リポーターを務めていた。キョードー大阪所属のイベントプロデューサー・関岡裕史との結婚を機に、放送上の名称を新姓の関岡香に変更。
MBSテレビでは、『ちちんぷいぷい』の月曜日で、1999年10月11日の初回放送から7年間にわたってアシスタントを担当（主に月曜日）。その後は、エンディングコーナー「血液型ぷいぷい占い」のナレーターを、2008年3月まで務めていた。MBSラジオでは、自社制作番組のアシスタント（代理）を務めたり、ローカルCMに自身の声が使われたりする機会が多い。
2017年6月の人事異動までは、アナウンサーとしての活動を続けながら、毎日放送アナウンサー室のマネジャー（管理職）や企画部長を兼務。出版文化産業振興財団（JPIC）の読書アドバイザーや絵本講師の資格を所持するとともに、同局のアナウンサーページ内に設けられている「絵本Cafe Yomo-ne!（ヨモーネ!）」でオーナーを務めたり、「おはなし夢ひろば」→「MBSアナウンサー　コトノハ」（同局のアナウンサーによる朗読イベント）で定期的に絵本を朗読したりしている。『こんちわコンちゃんお昼ですょ!』（MBSラジオ）でも、木曜日にアシスタントとして出演していた2012年3月まで、「関岡香の朗読の時間」というレギュラー企画で他の出演者と朗読を披露していた。絵本への関心を深めたきっかけは、2人の娘を育てている最中の「読み聞かせ」で、悲しい話に娘が涙を流したことから、聞き手の感情を揺さぶるほどの力が絵本にあることを実感。娘が成人した現在でも、自宅の書庫に1,000冊以上の絵本を所蔵しているという。
2017年6月の人事異動で、アナウンサー室の企画部長からアナウンス部長へ昇進。昇進後は、管理職としての業務を優先する関係で、放送上の活動を定時ニュースとナレーションにほぼ集約させていた。2019年6月の人事異動で部長職を退任してからは、「チーフアナウンサー」という肩書で、ロケ番組やMBSラジオの生ワイド番組への出演を再開。また、就任の時期は不明だが、大阪芸術大学の放送学科で非常勤講師を務めている。
なお、「新日本放送」時代の1959年3月1日からテレビ放送事業とラジオ放送事業を兼営してきた毎日放送は、2021年4月1日付でラジオ放送事業を「株式会社MBSラジオ」へ移管。毎日放送は移管を機にテレビ単営局へ移行したが、関岡はアナウンス職のまま同社の総合編成局（移管を機に新設）へ在籍する一方で、株式会社MBSラジオが制作・放送する番組にも「MBSアナウンサー」として出演している。実際には移行日の前夜（3月31日）から宿直勤務に就いていたため、テレビ・ラジオ兼営体制では最後のテレビニュース（『news23』同日放送分の関西ローカルパート）、株式会社MBSラジオが初めて制作・放送する定時ニュース（4月1日の5時台に『レイディオ・ゴー!』内で放送）、テレビ単営局の毎日放送としては初めての定時ニュース（同日の6時台後半に『あさチャン!』内で放送）を相次いで担当。また、MBSラジオが放送の始点で流す社名・コールサイン（JOOR）・周波数入りのオープニング音源（事前収録で1分間放送）は、移管翌日（2021年4月2日＝金曜日）の始点（4:39）から関岡のアナウンス音源に切り替えられている。
MBSラジオでは、兼営局時代の2019年10月から、『福島のぶひろの、金曜でいいんじゃない?』→『福島のぶひろの、いんじゃない?』（毎週金曜日夕方の生ワイド番組）で「福島のぶひろ」（自身が毎日放送へ入社した1987年出生の後輩アナウンサー・福島暢啓）のパートナーを務めている。2022年1月1日には、『金曜でいいんじゃない?』の企画で、「アイドルデビュー」と称して『法話が届くお年頃』（福島の作詞・自身の歌唱によるオリジナル曲）を発表。MBSラジオに限らず、他の民放ラジオ局でも順次放送されているほか、配信限定シングルとしての有料リリース（同年9月21日）、「ゲリラライブ」の敢行（2023年1月1日）にまで発展している（当該項に詳述）。
2024年の誕生日で「還暦」（60歳）へ達したことに伴って、同年4月30日に毎日放送正社員としての定年を迎えた。この年には同僚アナウンサーの来栖正之（1989年入社）も還暦と正社員定年を5月に迎えることから、2月22日の未明にMBSラジオで放送された『Mラジ Music Treasure』（事前収録番組）では、来栖とのコンビで「関岡香と来栖正之のたして120ミュージック」という特別企画のパーソナリティを任されていた。
2024年5月1日以降は、嘱託扱いの「シニアスタッフ」へ移行。「毎日放送アナウンサー」という肩書のまま、毎日放送グループでのアナウンス業務に引き続き従事している。毎日放送に正社員として勤務していた女性アナウンサーが、正社員としての定年後も「シニアスタッフ」としてアナウンス業務を続ける事例は、中途採用者（大阪テレビタレントビューロー所属の契約アナウンサーから正社員に採用された佐々木美絵・水野晶子など）を含めても関岡が初めて。毎日放送に新卒扱いで採用された正社員で、アナウンス室（現在のアナウンスセンター）へ正式に配属されてからアナウンス職一筋で定年を迎えた女性は、かつての上司だった吉田智子（2002年5月に定年退職）以来である。
ちなみに、アノンシスト賞（毎日放送・MBSラジオを含むJNN・JRNの加盟局から優秀なアナウンサーを毎年表彰する制度）では、毎日放送正社員時代の第18回（1992年度）と第22回（1996年度）に「ラジオCM部門」の最優秀賞を加藤康裕と共同で受賞。1994年度の第20回でも、この部門の優秀賞を子守康範（いずれも当時の同僚）と揃って受賞していた（当該項で詳述）。正社員としての最終年度（2023年度）でのアナウンスメントや活動が審査の対象になっていた第49回では、『サタデープラス』（2023年10月27日に放送された海外ロケ企画「あの国のお買い物見せていただきました!」）でのナレーションによって、「テレビ読み・ナレーション部門」の優秀賞を単独で受賞している。

## 出演番組・作品

### 現在の担当番組
- MBSニュース（テレビ・ラジオとも不定期で担当）
  - 正社員時代の終盤（アナウンス部長やチーフアナウンサー時代）にも、宿直勤務で深夜 - 早朝の時間帯を担当することがあった。

#### テレビ
いずれもナレーションを担当。「　」内は担当コーナーの名称。
- せやねん! （第2部）
- よしもと新喜劇NEXT〜小籔千豊には怒られたくない〜
- 日曜深夜ドラマ・ドラマイズム（視覚障害者向けの副音声による解説放送）
  - 田丸一男（2020年9月に定年退職）から担当を継承

#### ラジオ
- 福島のぶひろの、金曜でいいんじゃない?→福島のぶひろの いんじゃない?（2019年10月4日 - 、2021年10月8日から「夕方もポチっとMラジ」の金曜枠へ編入）- 　パーソナリティを務める「福島のぶひろ」（関岡が入社した1987年出生の後輩アナウンサー・福島暢啓）のパートナーとして出演。
  - 福島の冠番組シリーズからの派生番組として2018年から毎年1月1日に編成されている『福島のぶひろの大新年会!おめでとう日本!』にも、2020年から出演。『金曜でいいんじゃない?』からの派生企画として、2021年放送分ではリスナープレゼント向けに製作したオリジナルカレンダー用の写真撮影に臨んだほか、2022年放送分では『法話が届くお年頃』の発表に至った。『法話が届くお年頃』の発表後は、この曲のPRを兼ねて、他の民放ラジオ局の番組にも相次いで出演（当該項に詳述）[6]。
  - 「夕方もポチっとMラジ」の他曜日（月 - 木曜日）では、2023年4月から16時台の終盤（16:53 - 17:00）に内包されている「ポチっとMini枠」（毎日放送の現職アナウンサーから1名が週替わりでパーソナリティを務める事前収録のコーナー）へ放送の1週目（同月3 - 6日）に出演。
  - 番組のタイトルを『福島のぶひろの いんじゃない?』に改めた2024年4月以降も、自身が毎日放送の正社員から「シニアスタッフ」へ移行した翌5月以降も福島のパートナーを務めている。
- 浜村淳の歌の宝石箱（2024年4月7日 - ）
  - 2023年9月から毎週水曜日にアシスタントを務めていた『ありがとう浜村淳です』（平日版）が、2024年3月29日（金曜日）の生放送をもって50年の歴史に幕を下ろしたことを受けて始まった事前収録番組。放送上は、『ありがとう浜村淳です』の水曜分に続いて浜村淳と共演している。
- コトノハ（不定期で出演）
  - 「コトノハ」（言葉）にこだわった毎日放送アナウンサー室制作の事前収録番組で、2021年10月4日から毎週月曜日（2023年9月25日までは21:45 - 22:00 → 同年10月2日以降は21:30 - 21:45）に放送。
  - 2023年9月18日から3週にわたって放送された『二十四の瞳』（壺井栄の小説に基づくラジオドラマ）には、主役（「おなご先生」こと大石先生役）で出演。毎日放送の正社員定年を控えていた2024年4月には、この作品の再放送が、8日から3週連続で実施された。『コトノハ』において、過去に放送済みの収録音源を改めて放送することは、ラジオドラマ以外の企画を含めても『二十四の瞳』が初めてである。

MBSラジオでは、（スポーツ中継を除く）自社制作の生放送番組が急遽休止を余儀なくされた場合に、毎日放送時代（少なくとも2006年7月の中旬まで）に収録された『カーペンターズスペシャル』（関岡が単独で進行するカーペンターズの楽曲特集番組）を休止番組の時間帯に「フィラー番組」として編成している（当該項で詳述）。

### 過去の担当番組

#### テレビ
- 茶屋町音楽アワー
- あどりぶランド
- ワイドYOU
- ザ・ベストテン（TBS制作の全国ネット番組）
  - 入社2年目の1988年から、関西地方の中継リポート（当時の先輩アナウンサー・増田一樹の後任扱いで放送上の肩書は「追っかけウーマン」）を1989年9月の番組終了まで担当。
- ちちんぷいぷい
  - 月曜日の初代アシスタントを経て、「血液型ぷいぷい占い」（エンディング）「浅越ゴエの新商品ウォーカー」（火曜日に放送されていたコーナー）「石田ジャーナル」（石田英司によるニュース解説コーナー）のVTRナレーターを担当していた。
- はーい!昼ナマ
- 男子禁制♥ 噂のマシンガン!! （小耳ちゃん）
- なるほど! （月曜 - 木曜担当）
- コトノハ図鑑→「へぇ〜のコトノハ」（不定期）
  - 所属する毎日放送アナウンサー室の企画で、2018年7月から2020年3月まで『コトノハ図鑑』（事前収録のレギュラー番組）として放送された後に、2020年4月から2021年3月まで「へぇ〜のコトノハ」（『ちちんぷいぷい』月・水曜日→水曜日のレギュラーコーナー）へ移行。アナウンス部長時代に始まった『コトノハ図鑑』では、部長への在任中から調査ロケへ随時赴いていた。
- 土曜のよんチャンTV（不定期）
- 痛快!明石家電視台
  - 主にナレーターを担当。一時離れていたが、2018年4月から2021年3月まで再び担当していた。2020年には、月曜深夜 - 火曜早朝の宿直勤務にも随時就いていたため、勤務週には前枠番組（『news23』）の関西ローカルパートに続いて関岡の声が流れていた。
  - 2014年からは、年に1回のペースで収録される「MBSアナウンサー（大集合）スペシャル」でスタジオに出演。最初に放送された「MBSアナウンサー26人大集合スペシャル」（同年4月7日）では、収録中に自分が『MBSヤングタウン』で明石家さんまのアシスタントを務めていた鈴江真里の妹であることをさんまに打ち明けたところ、さんまが驚くという一幕があった。2015年放送の第2弾では、私物である1980年当時のさんまのサイン色紙（さんまの花と蝶サイン）を、さんまの前で披露している。

以下の番組では、いずれもナレーターを担当。
- よゐこのワケアリ
- ジャイケルマクソン
- 枠アリ!
- 知っとこ! （「知っとこ!こどものみかた」「ステキな国産」のみ）
- ヨルカミ
- プリ♥プリ→プリプリ（木曜日「プリ♥プリランチ」）- 2012年4月の番組開始から同年9月までは、月曜日「プリ♥プリ パンシェルジュ」のタイトルコールも担当した。
- カワスポ　→　月刊カワスポ　- 『カワスポ』として放送されていた2013年度には、基本として「クイズ　○○まるごとハウマッチ!　ベスト10」（○○はスポーツの種目名）を担当。他のコーナーでも、本来のナレーターである後輩アナウンサーの松本麻衣子が出演できない場合に代役を務めていた。『月刊カワスポ』への移行後は、レギュラーでナレーターを担当。
- メッセンジャー&なるみの大阪ワイドショー（2014年4月開始のレギュラー版から担当）
- 〜オトナ度ちょい増しTV〜おとな会（「解明!おとなメソッド」「おとな会　向上委員会」を担当）
- あさチャン! with Tigers[注釈 7]（2015年 - ）
- ミント! （毎日放送報道局解説委員・辻憲太郎の冠コーナーである「辻憲のちょいサキ!」など）
  - 2019年8月14日放送分の「わざわざグルメ調査隊」（毎週水曜日18時台のロケコーナー）に、本来のリポーターである後輩アナウンサー・辻沙穂里の代理として、シャンプーハットてつじとのコンビで初めて出演[7]。チーフアナウンサー就任後初めてのロケリポートでもあった[1]。以降の同コーナーでも、辻がロケへ参加できない場合にリポーターを務めることがあった[8]。
  - サタデープラス（2023年10月7日 -2024年4月 ）

#### ラジオ
- ジョージのホカホカミュージック（新人時代の1987年に担当）
- こども音楽コンクール
  - 「鈴江香」名義で入社後数年間、結婚・出産を経て「関岡香」名義で2年間出演。通常は新人・若手アナウンサーが担当するが、「関岡香」名義での出演に際しては、「産前産後休暇からの復帰に合わせて担当を後輩（西靖）から引き継ぐ」という異例の対応が為された。
- はやおきサンデーMBS（藤本永治・亀井希生と共にパーソナリティを担当）
- MBSミュージックタウン（1992年度のナイターオフ番組、中井雅之と共に月 - 木曜日のパーソナリティを担当）
- ヤンタンスペシャルサンデー　浜村淳の茶屋町クスクス（1991年10月 - 1993年3月）
  - 浜村とは番組終了30年後の2023年9月6日から、『ありがとう浜村淳です』の水曜日で定期的な共演を再開。再開初日の同番組で本人が明かしたところによれば、大阪駅北側の梅田貨物駅跡地（現在のグランフロント大阪の敷地）内に期間限定で営業していたサーカスをこの番組の企画で浜村と揃って取材したことが、現在の夫（キョードー大阪から取材に対応していた関岡裕史）との馴れ初めであったという。
- ありがとう浜村淳です土曜日です（2007年3月24日放送分）
- MBSニュース最終便
- こんちわコンちゃんお昼ですょ! （木曜アシスタント） 
  - 体調を崩した後輩アナウンサーの松井愛に代わって、2006年6月から水・木曜を担当。同年7月26日放送分から正式にアシスタントとして採用された。2012年4月から2014年6月まで金曜日にのみ、同年7月から2017年9月28日までは木曜日に出演。2014年7月からの金曜アシスタントである山本量子が病気で休養していた時期には、同月25日から8月22日まで、金曜日でもアシスタント代理を務めた。アナウンス部長への就任を機にレギュラー出演を終了した後も、他のアシスタントが休演した場合に、アシスタント代理で出演することがある。
  - 水・木曜アシスタント時代の2007年には、天満天神繁昌亭で催された公開イベントで女道楽を披露した。披露に際しては、当時金曜日にレギュラーで出演していた笑福亭銀瓶からの紹介をきっかけに、内海英華の下で3ヶ月にわたって三味線の稽古を受けたという。
- 麻田キョウヤのあ〜まだ木曜日（2013年度ナイターオフ期間の毎週木曜日20:50 - 21:00に放送、パートナー）[注釈 8]
- 板東英二のおばあちゃんと話そう（2014年10月 - 2020年9月までの復活版アシスタント） - レギュラー放送復活（2014年10月）の前に、同年7月21日の『海の日ホリデースペシャル〜MBSラジオ茶屋町夏まつり〜』内での復活放送でもアシスタントを担当[9][10]。板東が転倒による検査入院で収録への参加を見合わせた2020年7月26日以降の放送分では、単独で進行していた。
- 茶屋町ヤマヒロ会議（2014年8月17日 - 2015年1月11日放送分） - 『こんちわコンちゃんお昼ですょ!』と同じく、本来のアシスタント・山本量子の病気休養中に代役として出演[11]。前述したように、山本の復帰後も、ゲスト扱いで頻繁に登場している。
- 藤本敦士のDASH宣言!（2014年度のナイターオフ番組） - 阪神タイガースの春季キャンプ期間中（2015年2月）に放送された「藤本敦士のキャンプ日記」[注釈 9]でナレーターを担当。
- 週刊ますだスポーツ（2014年度のナイターオフ版）-　「しりとりタイガース」（阪神タイガースの選手にちなんだしりとり形式のリスナー投稿企画）で、関岡の声による『こぶたぬきつねこ』（作詞・作曲：山本直純）の替え歌をオープニングで流していた。ただし、関岡自身は同番組の本編に出演していない。
- 上泉雄一のええなぁ!
  - 平日の夕方に放送されていた時期（2015年4月 - 2021年9月）には、2015年10月から12月まで月曜日の「ええなぁ酒場」でオープニングナレーターを務めた[注釈 10]後に、チーフアナウンサーへ就任した2019年7月から「知ってええなぁ!ちなみNEWS」（16時前後のコーナー）の進行役を不定期で務めていた。ちなみに、『福島のぶひろの、金曜でいいんじゃない?』は、2019年9月まで編成されていた金曜分の放送枠を引き継いだ番組である。
  - 放送枠を平日の早朝に移した2021年10月以降は、『前田春香のええなぁ!』と改題していた2022年8月12日（金曜日）放送分で、『金曜でいいんじゃない?』の本番前に「パートナー代理」として出演した。2021年10月から金曜日のパートナーをレギュラーで務めている前田が、毎日放送への入社2年目ながら上泉雄一（いずれも関岡の後輩に当たるアナウンサー）の夏季休暇に伴って「パーソナリティ代理」を初めて任されたことに伴う措置で、関岡が早朝の生放送番組へ出演することはテレビを含めても入社35年目（いずれも放送の時点）で初めてだったという。
- 福島のぶひろの、どうぞお構いなく。 - 2017年10月から1年間放送された「オシャレ問答」で、お題のナレーションを担当。
- スマラジw金曜日「ナジャとアナの虹色レインボー」（2016年11月18日、パートナー）
- あどりぶラヂオ（不定期） - 2019年8月30日未明放送分からパーソナリティを担当。『ザ・ベストテン』の「おっかけウーマン」時代のエピソードや、放送期間中のヒット曲を紹介していた。
- MBSヨル隊　笑い飯哲夫の喜喜喜喜喜喜喜喜怒哀楽ニュースシャワー（2019年度のナイターオフ番組） - 番組前半（18時台）にのみパートナーとして出演。
- 関岡香のすこ〜し愛して♥（2019年12月4日）
  - 母体番組『松井愛のすこ〜し愛して♥』のメインパーソナリティである松井愛が体調不良で休演したことから、パーソナリティ代理を務めるとともに、毎日放送への入社27年目にして自身初の冠番組として放送[12]。
- シャンプーハットてつじの聴くグルメ!ごちそうの時間♪（2017年から毎年12月末に放送される特別番組）
  - 2018・2019年放送分でアシスタントを務めた辻沙穂里が第一子の懐妊に伴って2020年秋から産前産後休暇に入ったことを背景に、2020年放送分でアシスタントを担当。
- ありがとう浜村淳です（水曜日のアシスタント、2023年9月6日 - 2024年3月27日）
  - 2014年3月31日から金曜以外の曜日でアシスタントを務めてきた佐々木りつ子（劇団パロディフライで活動している俳優）が、第一子の懐妊に伴って2023年9月から産前産後休業へ入ったことを受けて、前月まで佐々木が担当していた月 - 木曜分のアシスタントを古川圭子（後輩アナウンサー）・桜井一枝（金曜分と『ありがとう浜村淳です土曜日です』のアシスタント）と分担。佐々木が出産を経て火曜日限定でアシスタントへ復帰した2024年2月以降も、翌3月29日の番組（平日でのレギュラー放送）終了まで水曜分のアシスタントを任されていた。
  - 佐々木の代理扱いでアシスタントへ起用される前から、番組内の定時ニュース（「MBSニュース」）を、シフト勤務の一環で随時担当。2022年9月14日（金曜日）には、「アイドルデビューキャンペーン」（『法話が届くお年頃』のPR活動）の一環で、「朝からようこそ」（午前9時台後半のゲストコーナー）の「ゲスト」に迎えられていた。『法話が届くお年頃』については、アシスタントの代理期間中も、2023年の「秋の彼岸の入り」に当たる9月20日に放送。
  - 2024年4月からは、平日版の終了を受けて始まった『浜村淳の歌の宝石箱』で浜村と再び共演。その一方で、平日版の後継番組である『ヤマヒロのぴかッとモーニング』でも、同月からの放送開始に向けて音源を収録した提供クレジットでアナウンスを任されている。
- 『Mラジ Music Treasure』「関岡香と来栖正之のたして120ミュージック」（2024年2月22日の未明に放送）
  - 来栖と初めて共演したラジオ番組で、企画名の「たして120」は、関岡が2024年の4月・来栖が同年5月に「60歳」の誕生日を控えていることに由来する。2人とも新卒扱いで毎日放送に採用されていたが、来栖は千葉大学へ進学するまでに2年間の浪人生活を経験していた関係で、同局への入社も関岡の採用から2年後（1989年）になった。なお、来栖も毎日放送の正社員定年（2024年5月31日）を経て、翌6月1日から「シニアスタッフ」へ移行。

2012年4月以降の「MBSラジオ スペシャルウィーク」では一時、自社制作の生ワイド番組のエンディング付近において、事前収録による関岡の声で次の時間帯に放送する生ワイド番組を紹介していた。
この他にも、『茶屋町ヤマヒロ会議』が事前収録番組として日曜日の午前中に放送されていた時期（2021年3月まで）には、収録へ頻繁に参加。2018年度の下半期には、番組独自の表彰制度である「MVK（モスト・バリアブル・会議）」でメダルを授与された。

### アニメーション映画
- ピューと吹く!ジャガー〜いま、吹きにゆきます〜（2008年に劇場公開） - 毎日放送が製作に出資した作品で、フリーマーケットの老婆の声を当てていた。

### 実写映画
- ゴジラvsメカゴジラ（東宝の製作で1993年に劇場公開） - 1990年から毎日放送が本社屋を構える茶屋町（大阪氏北区）の界隈が舞台の一つになっていた作品で、ワンシーンにのみセリフ付きで出演。
- 閉鎖病棟 -それぞれの朝-（東映の製作で2019年に劇場公開）- 毎日放送が製作に出資した作品で、劇中に流れる架空のテレビ番組に柏木とのコンビで登場。

### 配信シングル
- 法話が届くお年頃（2022年9月21日配信開始、作詞：福島暢啓、作曲：入谷亮、レーベル：ミリカ・ミュージック）
  - 『福島のぶひろの、金曜でいいんじゃない?』内の企画で、作詞を含めた福島のプロデュースによって「日本初のおつとめ系アイドル」として58歳で歌手デビュー。デビュープロジェクトの発表からちょうど1年後の2023年1月1日（日曜日）には、関岡が振り付けを伴いながらこの曲を歌唱する「ゲリラライブ」が、『福島のぶひろの大新年会!おめでとう日本!』（2023年分）の放送中に「ちゃぷらステージ」（毎日放送本社M館1階のオープンステージ）で敢行された。

## その他の活動
- 絵本朗読イベント おはなし夢ひろば
- MBS Jump Over Cancer 〜もっと知りたい がんのこと。〜